# Kina i olympiska sommarspelen 2004
Kina i olympiska sommarspelen 2004 bestod av 384 idrottare som blivit uttagna av Kinas olympiska kommitté.

## Badminton
| Idrottare                | Gren        | Sextondelsfinaler                     | Åttondelsfinaler                         | Kvartsfinaler                                      | Semifinaler                        | Final                                           | Final            |                  |
| Idrottare                | Gren        | Motståndare Resultat                  | Motståndare Resultat                     | Motståndare Resultat                               | Motståndare Resultat               | Motståndare Resultat                            | Placering        |                  |
| ------------------------ | ----------- | ------------------------------------- | ---------------------------------------- | -------------------------------------------------- | ---------------------------------- | ----------------------------------------------- | ---------------- | ---------------- |
| Chen Qiqiu Zhao Tingting | Mixeddubbel | BYE                                   | Nugroho/Widiowati (INA) W 15–2, 15–3     | Emms/Robertson (GBR) L 8–15, 15–17                 | Gick inte vidare                   | Gick inte vidare                                | Gick inte vidare | Gick inte vidare |
| Gao Ling Zhang Jun       | Mixeddubbel | BYE                                   | Cheng/Tsai (TPE) W 15–5, 15–2            | Bergström/Persson (SWE) W 15–3, 15–1               | Olsen/Rasmussen (DEN) W 15–9, 15–5 | Final Emms/Robertson (GBR) W 15–1, 12–15, 15–12 | 1                |                  |
| Gong Ruina               | Damsingel   | Li (SIN) W 11–9, 11–4                 | Ponsana (THA) W 11–8, 11–3               | Cheng (TPE) W 11–3, 11–3                           | Audina (NED) L 4–11, 2–11          | Bronsmatch Zhou (CHN) L 2–11, 11–8, 6–11        | 4                |                  |
| Zhang Ning               | Damsingel   | Andrievskaya (SWE) W 4–11, 11–3, 11–7 | Morgan (GBR) W 11–6, 11–8                | Wang (HKG) W 6–11, 11–6, 11–7                      | Zhou (CHN) W 11–6, 11–4            | Final Audina (NED) W 8–11, 11–6, 11–7           | 1                |                  |
| Zhou Mi                  | Damsingel   | Xu (GER) W 9–11, 11–5, 11–2           | Mori (JPN) W 11–2, 11–4                  | Nedelcheva (BUL) W 11–4, 11–1                      | Zhang (CHN) L 6–11, 4–11           | Bronsmatch Gong (CHN) W 11–2, 8–11, 11–6        | 3                |                  |
| Gao Ling Huang Sui       | Damdubbel   | BYE                                   | Chin/Wong (MAS) W 15–12, 15–8            | Jørgensen/Olsen (DEN) W 15–6, 15–7                 | Hwang/Lee (KOR) W 15–10, 17–14     | Final Yang/Zhang (CHN) L 15–7, 4–15, 8–15       | 2                |                  |
| Yang Wei Zhang Jiewen    | Damdubbel   | BYE                                   | Novita/Nurlita (INA) W< 15–2, 6–15, 15–7 | Chankrachangwong/ Thungthongkam (THA) W 15–2, 15–4 | Lee/Ra (KOR) W 15–6, 15–4          | Final Gao/Huang (CHN) W 7–15, 15–4, 11–8        | 1                |                  |
| Bao Chunlai              | Herrsingel  | Satō (JPN) W 15–6, 15–5               | Park (KOR) L 11–15, 12–15                | Gick inte vidare                                   | Gick inte vidare                   | Gick inte vidare                                | Gick inte vidare |                  |
| Chen Hong                | Herrsingel  | Jonassen (DEN) W 12–15, 15–9, 15–9    | Lee (MAS) W 15–11, 3–15, 15–12           | Shon (KOR) L 15–10, 4–15, 10–15                    | Gick inte vidare                   | Gick inte vidare                                | Gick inte vidare |                  |
| Lin Dan                  | Herrsingel  | Susilo (INA) L 12–15 10–15            | Gick inte vidare                         | Gick inte vidare                                   | Gick inte vidare                   | Gick inte vidare                                | Gick inte vidare |                  |
| Cai Yun Fu Haifeng       | Herrdubbel  | BYE                                   | Masuda/Ohtsuka (JPN) W 15–7, 16–17, 15–9 | Eriksen/Hansen (DEN) L 15–3, 11–15, 8–15           | Gick inte vidare                   | Gick inte vidare                                | Gick inte vidare |                  |
| Sang Yang Zheng Bo       | Herrdubbel  | BYE                                   | Chan/Chew (MAS) W 15–11, 15–7            | Ha/Kim (KOR) L 7–15, 11–15                         | Gick inte vidare                   | Gick inte vidare                                | Gick inte vidare |                  |

## Basket
Herrar
Gruppspel
| Lag                    | Vinster | Förluster | Poäng | Första Tiebreaker Särskiljning av lika lag |
| ---------------------- | ------- | --------- | ----- | ------------------------------------------ |
| Spanien                | 5       | 0         | 10    |                                            |
| Italien                | 3       | 2         | 8     | 1-0                                        |
| Argentina              | 3       | 2         | 8     | 0-1                                        |
| Kina                   | 2       | 3         | 7     |                                            |
| Nya Zeeland            | 1       | 4         | 6     | 1-0                                        |
| Serbien och Montenegro | 1       | 4         | 6     | 0-1                                        |

| 15 augusti 14:30 |                                                            | Kina | 58–83                                                    | Spanien |  | Helliniko Indoor Arena, Aten Publik: 9 500 Domare: Lazaros Voreadis (Grekland) Jorge Vazquez (Puerto Rico) |
| 15 augusti 14:30 | Resultat efter kvart: 18–18, 12–24, 13–19, 15–22           |      |                                                          |         |  | Helliniko Indoor Arena, Aten Publik: 9 500 Domare: Lazaros Voreadis (Grekland) Jorge Vazquez (Puerto Rico) |
| 15 augusti 14:30 | Pts: Li Nan 14 Rebs: Mo Ke, Yao Ming 8 var Asts: Liu Wei 2 |      | Pts: Gasol 21 Rebs: Gasol 10 Asts: Calderón, Gasol 2 var |         |  | Helliniko Indoor Arena, Aten Publik: 9 500 Domare: Lazaros Voreadis (Grekland) Jorge Vazquez (Puerto Rico) |

| 17 augusti 9:00 |                                                      | Nya Zeeland | 62–69                                                          | Kina |  | Helliniko Indoor Arena, Aten Publik: 1 300 Domare: Christos Christodoulou (Grekland) Virginijus Dovidavicius (Litauen) |
| 17 augusti 9:00 | Resultat efter kvart: 14–17, 6–12, 25–22, 17–18      |             |                                                                |      |  | Helliniko Indoor Arena, Aten Publik: 1 300 Domare: Christos Christodoulou (Grekland) Virginijus Dovidavicius (Litauen) |
| 17 augusti 9:00 | Pts: Jones 27 Rebs: Book, Marks 7 var Asts: Dickel 2 |             | Pts: Yao Ming 39 Rebs: Yao Ming 13 Asts: Li Nan, Liu Wei 4 var |      |  | Helliniko Indoor Arena, Aten Publik: 1 300 Domare: Christos Christodoulou (Grekland) Virginijus Dovidavicius (Litauen) |

| 19 augusti 20:00 |                                                                            | Argentina | 82–57                                             | Kina |  | Helliniko Indoor Arena, Aten Publik: 12 000 Domare: Sean Corbin (USA) Scott Buttler (Australien) |
| 19 augusti 20:00 | Resultat efter kvart: 22–14, 19–7, 24–18, 17–18                            |           |                                                   |      |  | Helliniko Indoor Arena, Aten Publik: 12 000 Domare: Sean Corbin (USA) Scott Buttler (Australien) |
| 19 augusti 20:00 | Pts: Nocioni 17 Rebs: Delfino, Nocioni 6 var Asts: Scola, Sconochini 4 var |           | Pts: Yao Ming 15 Rebs: Yao Ming 7 Asts: Liu Wei 2 |      |  | Helliniko Indoor Arena, Aten Publik: 12 000 Domare: Sean Corbin (USA) Scott Buttler (Australien) |

| 21 augusti 16:45 |                                                                  | Kina | 52–89                                             | Italien |  | Helliniko Indoor Arena, Aten Publik: 7 600 Domare: Lazaros Voreadis (Grekland) Jorge Vazquez (Puerto Rico) |
| 21 augusti 16:45 | Resultat efter kvart: 11–22, 15–22, 13–16, 13–29                 |      |                                                   |         |  | Helliniko Indoor Arena, Aten Publik: 7 600 Domare: Lazaros Voreadis (Grekland) Jorge Vazquez (Puerto Rico) |
| 21 augusti 16:45 | Pts: Li Nan, Yao Ming 9 var Rebs: Yi Jianlian 7 Asts: Yao Ming 2 |      | Pts: Galanda 22 Rebs: Soragna 5 Asts: Pozzecco 12 |         |  | Helliniko Indoor Arena, Aten Publik: 7 600 Domare: Lazaros Voreadis (Grekland) Jorge Vazquez (Puerto Rico) |

| 23 augusti 16:45 |                                                       | Serbien och Montenegro | 66–67                                              | Kina |  | Helliniko Indoor Arena, Aten Publik: 11 150 Domare: Christos Christodoulou (Grekland) Michael Aylen (Australien) |
| 23 augusti 16:45 | Resultat efter kvart: 21–16, 13–15, 20–20, 12–16      |                        |                                                    |      |  | Helliniko Indoor Arena, Aten Publik: 11 150 Domare: Christos Christodoulou (Grekland) Michael Aylen (Australien) |
| 23 augusti 16:45 | Pts: Drobnjak 17 Rebs: Tomašević 11 Asts: Tomašević 4 |                        | Pts: Yao Ming 27 Rebs: Yao Ming 13 Asts: Liu Wei 3 |      |  | Helliniko Indoor Arena, Aten Publik: 11 150 Domare: Christos Christodoulou (Grekland) Michael Aylen (Australien) |

Slutspel
|  | Kvartsfinaler | Kvartsfinaler |               |      | Semifinaler | Semifinaler |           |            | Final      | Final |
|  | 0             | 0             | 0             | 0    | 0           | 0           | 0         | 0          | 0          | 0     |
|  |               |               | 0             | 0    |             |             | 0         | 0          |            |       |
|  |               |               | 0             | 0    |             |             | 0         | 0          |            |       |
|  | 0 Spanien     | 094           | 0             | 0    |             |             | 0         | 0          |            |       |
|  | 0 Spanien     | 094           | 0             | 0    |             |             | 0         | 0          |            |       |
|  | 0 USA         | 0102          | 0             | 0    |             |             | 0         | 0          |            |       |
|  | 0 USA         | 0102          | 0             | 0    | 0 USA       | 081         | 0         | 0          |            |       |
|  |               |               | 0             | 0    | 0 USA       | 081         | 0         | 0          |            |       |
|  | 0             | 0 Argentina   | 0             | 089  | 0           |             |           | 0          |            |       |
|  | 0             | 0 Argentina   | 0             | 089  | 0           | 0 Argentina | 069       | 0          |            |       |
|  | 0             |               |               |      |             | 0 Argentina | 069       | 0          |            |       |
|  | 0             | 0 Grekland    | 064           | 0    |             |             |           | 0          |            |       |
|  | 0             | 0 Grekland    | 064           | 0    | 0 Argentina | 084         |           | 0          |            |       |
|  | 0             |               |               | 0    | 0 Argentina | 084         |           | 0          |            |       |
|  | 0             | 0             | 0 Italien     | 0    | 069         |             |           |            |            |       |
|  | 0             | 0             | 0 Italien     | 0    | 069         | 0 Litauen   | 095       |            |            |       |
|  | 0             | 0             |               |      |             |             | 095       |            |            |       |
|  | 0             | 0             | 0 Kina        | 075  | 0           |             |           |            |            |       |
|  | 0             | 0             | 0 Kina        | 075  | 0           | 0 Litauen   | 091       | Bronsmatch | Bronsmatch |       |
|  | 0             | 0             |               |      | 0           | 0 Litauen   | 091       | Bronsmatch | Bronsmatch |       |
|  | 0             | 0             | 0 Italien     | 0100 | 0           | 0           |           |            |            |       |
|  | 0             | 0             | 0 Italien     | 0100 | 0           | 0           | 0 Italien | 083        | 0 USA      | 0104  |
|  | 0             | 0             |               |      | 0           | 0           | 0 Italien | 083        | 0 USA      | 0104  |
|  | 0             | 0             | 0 Puerto Rico | 070  | 0           | 0           | 0 Litauen | 096        |            |       |
|  | 0             | 0             | 0 Puerto Rico | 070  | 0           | 0           | 0 Litauen | 096        |            |       |
|  |               |               |               |      |             |             |           |            |            |       |
|  |               |               |               |      |             |             |           |            |            |       |

Damer
Gruppspel
| Lag         | Vinster | Förluster | Poäng | Första Tiebreaker Särskiljning av lika lag | Andra Tiebreaker Målgenomsnitt för lika lag |
| ----------- | ------- | --------- | ----- | ------------------------------------------ | ------------------------------------------- |
| USA         | 5       | 0         | 10    |                                            |                                             |
| Spanien     | 4       | 1         | 9     | 1-1                                        | 1.12                                        |
| Tjeckien    | 3       | 2         | 8     |                                            |                                             |
| Nya Zeeland | 2       | 3         | 7     |                                            |                                             |
| Kina        | 1       | 4         | 6     |                                            |                                             |
| Sydkorea    | 0       | 5         | 5     |                                            |                                             |

| 14 augusti 11:15 |                                                 | Sydkorea | 54–71                                | Kina |  | Helliniko Indoor Arena, Aten Publik: 600 Domare: Chantal Julien (Frankrike) Christos Christodoulou (Grekland) |
| 14 augusti 11:15 | Resultat efter kvart: 15–18, 6–15, 21–24, 12–14 |          |                                      |      |  | Helliniko Indoor Arena, Aten Publik: 600 Domare: Chantal Julien (Frankrike) Christos Christodoulou (Grekland) |
| 14 augusti 11:15 | Pts: Beon 19 Rebs: Kim Y. 4 Asts: Lee M 2       |          | Pts: Chen N. Rebs: Ye 8 Asts: Miao 3 |      |  | Helliniko Indoor Arena, Aten Publik: 600 Domare: Chantal Julien (Frankrike) Christos Christodoulou (Grekland) |

| 16 augusti 16:45 |                                                 | Kina | 67–75                                                        | Spanien |  | Helliniko Indoor Arena, Aten Publik: 1 200 Domare: Renato Santos (Brasilien) Scott Butler (Australien) |
| 16 augusti 16:45 | Resultat efter kvart: 10–34, 19–14, 15–22, 23–5 |      |                                                              |         |  | Helliniko Indoor Arena, Aten Publik: 1 200 Domare: Renato Santos (Brasilien) Scott Butler (Australien) |
| 16 augusti 16:45 | Pts: Chen N. 18 Rebs: Chen N. 9 Asts: Song 4    |      | Pts: Valdemoro 30 Rebs: Pascua 8 Asts: M. Fernández, Palau 5 |         |  | Helliniko Indoor Arena, Aten Publik: 1 200 Domare: Renato Santos (Brasilien) Scott Butler (Australien) |

| 18 augusti 9:00 |                                                  | Kina | 83–98                                         | Tjeckien |  | Helliniko Indoor Arena, Aten Publik: 300 Domare: Abdellilah Chlif (Marocko) Tatiana Steigerwald (Brasilien) |
| 18 augusti 9:00 | Resultat efter kvart: 30–28, 19–21, 14–26, 20–23 |      |                                               |          |  | Helliniko Indoor Arena, Aten Publik: 300 Domare: Abdellilah Chlif (Marocko) Tatiana Steigerwald (Brasilien) |
| 18 augusti 9:00 | Pts: Chen N. 23 Rebs: Chen N. 7 Asts: Miao, Ye 2 |      | Pts: Veselá 22 Rebs: Veselá 7 Asts: Hamzová 8 |          |  | Helliniko Indoor Arena, Aten Publik: 300 Domare: Abdellilah Chlif (Marocko) Tatiana Steigerwald (Brasilien) |

| 20 augusti 11:15 |                                                  | Nya Zeeland | 79–77                                | Kina |  | Helliniko Indoor Arena, Aten Publik: 345 Domare: Elizabeth Sisk (USA) Nancy Ethier (Kanada) |
| 20 augusti 11:15 | Resultat efter kvart: 21–19, 14–12, 20–24, 24–22 |             |                                      |      |  | Helliniko Indoor Arena, Aten Publik: 345 Domare: Elizabeth Sisk (USA) Nancy Ethier (Kanada) |
| 20 augusti 11:15 | Pts: G. Farmer 19 Rebs: Kerr 12 Asts: Marino 4   |             | Pts: Sui 21 Rebs: Sui 9 Asts: Wang 2 |      |  | Helliniko Indoor Arena, Aten Publik: 345 Domare: Elizabeth Sisk (USA) Nancy Ethier (Kanada) |

| 22 augusti 20:00 |                                                  | Kina | 62–100                                                   | USA |  | Helliniko Indoor Arena, Aten Publik: 1 653 Domare: Vladimir Ochrimenko (Ryssland) Abreu Joao (Mozambique) |
| 22 augusti 20:00 | Resultat efter kvart: 13–27, 19–25, 13–23, 17–25 |      |                                                          |     |  | Helliniko Indoor Arena, Aten Publik: 1 653 Domare: Vladimir Ochrimenko (Ryssland) Abreu Joao (Mozambique) |
| 22 augusti 20:00 | Pts: Ye 19 Rebs: Sui 6 Asts: Miao 3              |      | Pts: Taurasi 19 Rebs: Griffith 11 Asts: Bird , Johnson 5 |     |  | Helliniko Indoor Arena, Aten Publik: 1 653 Domare: Vladimir Ochrimenko (Ryssland) Abreu Joao (Mozambique) |

## Bordtennis
| Idrottare             | Gren       | Omgång 1             | Omgång 2             | Omgång 3             | Omgång 4                         | Kvartsfinaler                     | Semifinaler              | Final                                |                  |
| Idrottare             | Gren       | Motståndare Resultat | Motståndare Resultat | Motståndare Resultat | Motståndare Resultat             | Motståndare Resultat              | Motståndare Resultat     | Motståndare Resultat                 |                  |
| --------------------- | ---------- | -------------------- | -------------------- | -------------------- | -------------------------------- | --------------------------------- | ------------------------ | ------------------------------------ | ---------------- |
| Niu Jianfeng          | Damsingel  | BYE                  | BYE                  | Wosik (GER) W 4–3    | Kim (PRK) L 0–4                  | Gick inte vidare                  | Gick inte vidare         | Gick inte vidare                     |                  |
| Wang Nan              | Damsingel  | BYE                  | BYE                  | Kim Y (PRK) W 4–2    | Zamfir (ROU) W 4–1               | Li (SIN) L 1–4                    | Gick inte vidare         | Gick inte vidare                     |                  |
| Zhang Yining          | Damsingel  | BYE                  | BYE                  | Li (NZL) W 4–0       | Lau (HKG) W 4–1                  | Boroš (CRO) W 4–0                 | Kim K (KOR) W 4–1        | Final Kim H (PRK) W 4–0              | 1                |
| Guo Yue Niu Jianfeng  | Damdubbel  | i.u.                 | BYE                  | BYE                  | Huang/Lu (TPE) W 4–0             | Fujinuma/Umemura (JPN) W 4–2      | Wang/Zhang (CHN) W 4–2   | Bronsmatch Kim B - Kim K (KOR) W 4–3 | 3                |
| Wang Nan Zhang Yining | Damdubbel  | i.u.                 | BYE                  | BYE                  | Stefanova/Monfardini (ITA) W 4–0 | Song/Tie (HKG) W 4–2              | Guo/Niu (CHN) W 4–2      | Final Lee - Seok (KOR) W 4–0         | 1                |
| Ma Lin                | Herrsingel | BYE                  | BYE                  | Primorac (CRO) W 4–1 | Waldner (SWE) L 1–4              | Gick inte vidare                  | Gick inte vidare         | Gick inte vidare                     | Gick inte vidare |
| Wang Hao              | Herrsingel | BYE                  | BYE                  | Roßkopf (GER) W 4–1  | Lin (DOM) W 4–1                  | Chuang (TPE) W 4–2                | Wang Liqin (CHN) W 4–1   | Final Ryu (KOR) L 2–4                | 2                |
| Wang Liqin            | Herrsingel | BYE                  | BYE                  | Keen (NED) W 4–1     | Joo (KOR) W 4–1                  | Ko (HKG) W 4–1                    | Wang Hao (CHN) L 1–4     | Bronsmatch Waldner (SWE) W 4–1       | 3                |
| Chen Qi Ma Lin        | Herrdubbel | i.u.                 | BYE                  | BYE                  | Heister/Keen (NED) W 4–2         | Błaszczyk/Krzeszewski (POL) W 4–1 | Maze/Tugwell (DEN) W 4–2 | Final Ko/Li (HKG) W 4–2              | 1                |
| Kong Linghui Wang Hao | Herrdubbel | i.u.                 | BYE                  | BYE                  | Persson/Waldner (SWE) L 1–4      | Gick inte vidare                  | Gick inte vidare         | Gick inte vidare                     | Gick inte vidare |

## Boxning
| Idrottare     | Gren          | Sextondelsfinaler          | Åttondelsfinaler        | Kvartsfinaler               | Semifinaler               | Final                | Final            |
| Idrottare     | Gren          | Motståndare Resultat       | Motståndare Resultat    | Motståndare Resultat        | Motståndare Resultat      | Motståndare Resultat | Placering        |
| ------------- | ------------- | -------------------------- | ----------------------- | --------------------------- | ------------------------- | -------------------- | ---------------- |
| Zou Shiming   | Lätt flugvikt | Warren (USA) W 22 – 9      | Kebede (ETH) W 31 – 8   | Nalbandyan (ARM) W 20 – 12  | Bartelemí (CUB) L 17 – 29 | Gick inte vidare     | =                |
| Liu Yuan      | Bantamvikt    | Rigondeaux (CUB) L 7 – 21  | Gick inte vidare        | Gick inte vidare            | Gick inte vidare          | Gick inte vidare     | Gick inte vidare |
| Chen Tongzhou | Lättvikt      | Khrachev (RUS) L 29 – 40   | Gick inte vidare        | Gick inte vidare            | Gick inte vidare          | Gick inte vidare     | Gick inte vidare |
| Kanat Islam   | Weltervikt    | Tebazaalwa (UGA) W 29 – 17 | Khairov (AZE) L 16 – 26 | Gick inte vidare            | Gick inte vidare          | Gick inte vidare     | Gick inte vidare |
| Ha Dabateer   | Mellanvikt    | Dirrell (USA) L 18 – 25    | Gick inte vidare        | Gick inte vidare            | Gick inte vidare          | Gick inte vidare     | Gick inte vidare |
| Lei Yuping    | Lätt tungvikt | Yana (CMR) W 17 – 9        | Fedchuk (UKR) W 17 – 9  | Aripgadjiev (BLR) L 18 – 27 | Gick inte vidare          | Gick inte vidare     | Gick inte vidare |

## Brottning
Herrarnas fristil
| Idrottare     | Gren  | Första omgången                                 | Avancemang | Kvartsfinaler         | Semifinaler          | Final                                |   |
| Idrottare     | Gren  | Motståndare Resultat                            | Avancemang | Motståndare Resultat  | Motståndare Resultat | Motståndare Resultat                 |   |
| ------------- | ----- | ----------------------------------------------- | ---------- | --------------------- | -------------------- | ------------------------------------ | - |
| Li Zhengyu    | 55 kg | Pool 2 Velikov (BUL) W 8–6 Williams (RSA) W 5–4 | 1 Q        | Abas (USA) L 1–6      | Gick inte vidare     | Femte plats-final Kim (KOR) W 6-4    | 5 |
| Wang Yuanyuan | 96 kg | Pool 1 Laliotis (GRE) L 2–3 Pecha (SVK) W 3–1   | 1 Q        | Ibragimov (UZB) L 1–4 | Gick inte vidare     | Femte plats-final Aghayev (AZE) L TO | 6 |

Damernas fristil
| Idrottare   | Gren            | Första omgången                                                     | Avancemang | Semifinaler                       | Final                                 |                  |
| Idrottare   | Gren            | Motståndare Resultat                                                | Avancemang | Motståndare Resultat              | Motståndare Resultat                  |                  |
| ----------- | --------------- | ------------------------------------------------------------------- | ---------- | --------------------------------- | ------------------------------------- | ---------------- |
| Li Hui      | Freestyle 48 kg | Pool 4 Miranda (USA) L 5–8 Oorzhak (RUS) L 9–12 Caripa (VEN) W 10–0 | 3          | Gick inte vidare                  | Gick inte vidare                      | Gick inte vidare |
| Sun Dongmei | Freestyle 55 kg | Pool 3 Yoshida (JPN) L 0–11 Giampiccolo (ITA) W 4–2                 | 2          | 5th-8th Semifinal Lee (KOR) W 4-3 | Femte plats-final Fonseca (PUR) L 6-8 | 6                |
| Meng Lili   | Freestyle 63 kg | Pool 2 McMann (USA) L TO Yanik (CAN) W 8–1                          | 3          | Gick inte vidare                  | Gick inte vidare                      | Gick inte vidare |
| Wang Xu     | Freestyle 72 kg | Pool 3 Nordhagen (CAN) W 5–2 Juszczak (ITA) W 5–0                   | 1 Q        | Hamaguchi (JPN) W 6–4             | Final Manyurova (RUS) W 7–2           | 1                |

Grekisk-romersk
| Idrottare   | Gren              | Första omgången                                                       | Avancemang | Kvartsfinaler        | Semifinaler          | Final                |                  |
| Idrottare   | Gren              | Motståndare Resultat                                                  | Avancemang | Motståndare Resultat | Motståndare Resultat | Motståndare Resultat |                  |
| ----------- | ----------------- | --------------------------------------------------------------------- | ---------- | -------------------- | -------------------- | -------------------- | ---------------- |
| Sheng Jiang | Greco-Roman 55 kg | Pool 7 Kiouregkian (GRE) L 0–8 Nyblom (DEN) L 1–2 Kalilov (KGZ) W 3–3 | 3          | Gick inte vidare     | Gick inte vidare     | Gick inte vidare     | Gick inte vidare |
| Ai Linuer   | Greco-Roman 60 kg | Pool 6 Shevtsov (RUS) L 2–4 Kohl (GER) W 3–2                          | 2          | Gick inte vidare     | Gick inte vidare     | Gick inte vidare     | Gick inte vidare |
| Sai Yinjiya | Greco-Roman 74 kg | Pool 3 Bucher (SUI) L 2–6 Kikiniou (BLR) W 5–3                        | 2          | Gick inte vidare     | Gick inte vidare     | Gick inte vidare     | Gick inte vidare |

## Bågskytte
Herrar
| Idrottare   | Gren         | Rankningsomgång | Rankningsomgång          | 32-delsfinaler         | Sextondelsfinaler       | Åttondelsfinaler         | Kvartsfinaler        | Semifinaler          | Final                | Final            |
| Idrottare   | Gren         | Poäng           | Seed                     | Motståndare Resultat   | Motståndare Resultat    | Motståndare Resultat     | Motståndare Resultat | Motståndare Resultat | Motståndare Resultat | Placering        |
| ----------- | ------------ | --------------- | ------------------------ | ---------------------- | ----------------------- | ------------------------ | -------------------- | -------------------- | -------------------- | ---------------- |
| Xue Haifeng | Individuellt | 653             | 27                       | Chapoy (MEX) W 162–153 | Hrachov (UKR) W 162–161 | Wunderle (USA) L 164–165 | Gick inte vidare     | Gick inte vidare     | Gick inte vidare     | Gick inte vidare |
| Yong Fujun  | 652          | 28              | Furukawa (JPN) L 143–146 | Gick inte vidare       | Gick inte vidare        | Gick inte vidare         | Gick inte vidare     | Gick inte vidare     | Gick inte vidare     |                  |

Damer
| Idrottare                       | Gren         | Rankningsomgång | Rankningsomgång | 32-delsfinaler               | Sextondelsfinaler             | Åttondelsfinaler           | Kvartsfinaler             | Semifinaler                | Final                | Final            |
| Idrottare                       | Gren         | Poäng           | Seed            | Motståndare Resultat         | Motståndare Resultat          | Motståndare Resultat       | Motståndare Resultat      | Motståndare Resultat       | Motståndare Resultat | Placering        |
| ------------------------------- | ------------ | --------------- | --------------- | ---------------------------- | ----------------------------- | -------------------------- | ------------------------- | -------------------------- | -------------------- | ---------------- |
| He Ying                         | Individuellt | 667             | 4               | Helen Palmer (GBR) W 135–122 | Jennison (AUS) W 166–157      | Lewis (RSA) W 156–142      | Williamson (GBR) L 89–109 | Gick inte vidare           | Gick inte vidare     | Gick inte vidare |
| Lin Sang                        | Individuellt | 647             | 11              | Chhoden (BHU) L 156–159      | Gick inte vidare              | Gick inte vidare           | Gick inte vidare          | Gick inte vidare           | Gick inte vidare     | Gick inte vidare |
| Zhang Juanjuan                  | Individuellt | 663             | 5               | Trayan (FRA) W 135–122       | Marcinkiewicz (POL) W 166–157 | Williamson (GBR) L 161–165 | Gick inte vidare          | Gick inte vidare           | Gick inte vidare     | Gick inte vidare |
| He Ying Lin Sang Zhang Juanjuan | Lagtävling   | 1977            | 2               | i.u.                         | i.u.                          | Australien W 248–233       | Ukraina W 241–230         | Kinesiska Taipei W 230–226 | Sydkorea L 240–241   | 2                |

## Cykling

### Mountainbike
| Idrottare    | Gren                  | Tid     | Placering |
| ------------ | --------------------- | ------- | --------- |
| Ma Yanping   | Damernas terränglopp  | 2:13:18 | 17        |
| Zhu Yongbiao | Herrarnas terränglopp | –2 varv | 42        |

### Landsväg
Damer
| Idrottare     | Gren               | Tid     | Placering |
| ------------- | ------------------ | ------- | --------- |
| Zhang Junying | Damernas linjelopp | 3:33:35 | 47        |
| Zhang Yunjuan | Damernas linjelopp | 3:33:35 | 44        |

### Bana
Tempolopp
| Cyklist    | Gren               | Kval     | Kval      | Matchomgång | Matchomgång | Final    | Final     |
| Cyklist    | Gren               | Resultat | Placering | Resultat    | Placering   | Resultat | Placering |
| ---------- | ------------------ | -------- | --------- | ----------- | ----------- | -------- | --------- |
| Meifang Li | Damernas tempolopp | i.u.     | i.u.      | i.u.        | i.u.        | 1 Point  | 14        |

Poänglopp
| Meifang Li | Damernas poänglopp | i.u. | i.u. | i.u. | i.u. | 1 Point | 14 |

## Friidrott
Herrar
Bana, maraton och gång
| Idrottare     | Gren              | Heat     | Heat      | Kvartsfinal      | Kvartsfinal      | Semifinal        | Semifinal        | Final            | Final            |
| Idrottare     | Gren              | Resultat | Placering | Resultat         | Placering        | Resultat         | Placering        | Resultat         | Placering        |
| ------------- | ----------------- | -------- | --------- | ---------------- | ---------------- | ---------------- | ---------------- | ---------------- | ---------------- |
| Chen Haijian  | 100 meter         | 10.45    | 5         | Gick inte vidare | Gick inte vidare | Gick inte vidare | Gick inte vidare | Gick inte vidare | Gick inte vidare |
| Yang Yaozu    | 200 meter         | 20.59    | 4 Q       | 21.03            | 8                | Gick inte vidare | Gick inte vidare | Gick inte vidare | Gick inte vidare |
| Dou Zhaobo    | 1 500 meter       | 3:50.28  | 11        | i.u.             | i.u.             | Gick inte vidare | Gick inte vidare | Gick inte vidare | Gick inte vidare |
| Sun Yingjie   | 5 000 meter       | 15:03.00 | 7 q       | i.u.             | i.u.             | i.u.             | i.u.             | 15:07.23         | 8                |
| Sun Yingjie   | 10 000 meter      | i.u.     | i.u.      | i.u.             | i.u.             | i.u.             | i.u.             | 30:54.37         | 6                |
| Liu Xiang     | 110 meter häck    | 13.27    | 1 Q       | 13.27            | 1 Q              | 13.18            | 2 Q              | 12.91 OR         | 1                |
| Shi Dongpeng  | 110 meter häck    | 13.68    | 6         | Gick inte vidare | Gick inte vidare | Gick inte vidare | Gick inte vidare | Gick inte vidare | Gick inte vidare |
| Han Gang      | Maraton           | i.u.     | i.u.      | i.u.             | i.u.             | i.u.             | i.u.             | 2:27:31          | 66               |
| Li Zhuhong    | Maraton           | i.u.     | i.u.      | i.u.             | i.u.             | i.u.             | i.u.             | 2:19:26          | 31               |
| Zhu Ronghua   | Maraton           | i.u.     | i.u.      | i.u.             | i.u.             | i.u.             | i.u.             | 2:34:02          | 76               |
| Han Yucheng   | 20 kilometer gång | i.u.     | i.u.      | i.u.             | i.u.             | i.u.             | i.u.             | 1:32:18          | 40               |
| Liu Yunfeng   | 20 kilometer gång | i.u.     | i.u.      | i.u.             | i.u.             | i.u.             | i.u.             | 1:27:21          | 25               |
| Zhu Hongjun   | 20 kilometer gång | i.u.     | i.u.      | i.u.             | i.u.             | i.u.             | i.u.             | 1:21:40          | 6                |
| A Latangadasu | 50 kilometer gång | i.u.     | i.u.      | i.u.             | i.u.             | i.u.             | i.u.             | 3:51:55          | 10               |
| Han Yucheng   | 50 kilometer gång | i.u.     | i.u.      | i.u.             | i.u.             | i.u.             | i.u.             | DNF              | x                |
| Yu Chaohong   | 50 kilometer gång | i.u.     | i.u.      | i.u.             | i.u.             | i.u.             | i.u.             | 3:43:45          | 4                |

Fältgrenar och tiokamp
| Idrottare    | Gren           | Kval     | Kval      | Final            | Final            |
| Idrottare    | Gren           | Resultat | Placering | Resultat         | Placering        |
| ------------ | -------------- | -------- | --------- | ---------------- | ---------------- |
| Liu Yang     | Höjdhopp       | 2.10     | 36        | Gick inte vidare | Gick inte vidare |
| Zhou Can     | Längdhopp      | 7.47     | 34        | Gick inte vidare | Gick inte vidare |
| Li Yanxi     | Tresteg        | 16.74    | 15        | Gick inte vidare | Gick inte vidare |
| Liu Feiliang | Stavhopp       | NM       | x         | Gick inte vidare | Gick inte vidare |
| Wu Tao       | Diskuskastning | 60.60    | 18        | Gick inte vidare | Gick inte vidare |
| Li Rongxiang | Spjutkastning  | 79.94    | 15        | Gick inte vidare | Gick inte vidare |

Herrar
Kombinerade grenar - Tiokamp
| Final | Placering | Qi Haifeng | Resultat | 11.06 | 7.34 | 13.55 | 1.97 | 49.65 | 14.78 | 45.13 | 4.50 | 60.79 | 4:32.63 | 7934 | 18 |
| Poäng | 847       | Qi Haifeng | 896      | 701   | 776  | 831   | 876  | 770   | 760   | 750   | 727  |       |         | 7934 | 18 |

Damer
Bana, maraton och gång
| Idrottare      | Gren              | Heat     | Heat      | Kvartsfinal      | Kvartsfinal      | Semifinal        | Semifinal        | Final            | Final            |
| Idrottare      | Gren              | Resultat | Placering | Resultat         | Placering        | Resultat         | Placering        | Resultat         | Placering        |
| -------------- | ----------------- | -------- | --------- | ---------------- | ---------------- | ---------------- | ---------------- | ---------------- | ---------------- |
| Li Xuemei      | 100 meter         | 12.21    | 7         | Gick inte vidare | Gick inte vidare | Gick inte vidare | Gick inte vidare | Gick inte vidare | Gick inte vidare |
| Bo Fanfang     | 400 meter         | 56.01    | 7         | Gick inte vidare | Gick inte vidare | Gick inte vidare | Gick inte vidare | Gick inte vidare | Gick inte vidare |
| Xing Huina     | 5 000 meter       | 14:56.01 | 5 Q       | i.u.             | i.u.             | i.u.             | i.u.             | 15:07.41         | 9                |
| Xing Huina     | 10 000 meter      | i.u.     | i.u.      | i.u.             | i.u.             | i.u.             | i.u.             | 30:24.36         | 1                |
| Su Yiping      | 100 meter häck    | 13.53    | 7         | i.u.             | i.u.             | Gick inte vidare | Gick inte vidare | Gick inte vidare | Gick inte vidare |
| Huang Xiaoxiao | 400 meter häck    | 54.81    | 3 q       | i.u.             | i.u.             | 55.53            | 8                | Gick inte vidare | Gick inte vidare |
| Li Helan       | Maraton           | i.u.     | i.u.      | i.u.             | i.u.             | i.u.             | i.u.             | 2:37:53          | 22               |
| Zhang Shujing  | Maraton           | i.u.     | i.u.      | i.u.             | i.u.             | i.u.             | i.u.             | 2:34:34          | 12               |
| Zhou Chunxiu   | Maraton           | i.u.     | i.u.      | i.u.             | i.u.             | i.u.             | i.u.             | 2:42:54          | 33               |
| Jiang Jing     | 20 kilometer gång | i.u.     | i.u.      | i.u.             | i.u.             | i.u.             | i.u.             | 1:35:56          | 32               |
| Song Hongjuan  | 20 kilometer gång | i.u.     | i.u.      | i.u.             | i.u.             | i.u.             | i.u.             | 1:31:27          | 14               |
| Wang Liping    | 20 kilometer gång | i.u.     | i.u.      | i.u.             | i.u.             | i.u.             | i.u.             | 1:30:16          | 8                |

Fältgrenar och sjukamp
| Idrottare     | Gren           | Kval        | Kval      | Final            | Final            |                  |
| Idrottare     | Gren           | Resultat    | Placering | Resultat         | Placering        |                  |
| ------------- | -------------- | ----------- | --------- | ---------------- | ---------------- | ---------------- |
| Jing Xuezhu   | Höjdhopp       | 1.89        | =16       | Gick inte vidare | Gick inte vidare |                  |
| Gao Shuying   | Stavhopp       | 4.15        | =24       | Gick inte vidare | Gick inte vidare |                  |
| Zhao Yingying | Stavhopp       | 4.30        | 23        | Gick inte vidare | Gick inte vidare |                  |
| Guan Yingnan  | Längdhopp      | 6.46        | 19        | Gick inte vidare | Gick inte vidare |                  |
| Liang Shuyan  | Längdhopp      | 5.92        | 35        | Gick inte vidare | Gick inte vidare |                  |
| Wang Lina     | Längdhopp      | 6.53        | 14        | Gick inte vidare | Gick inte vidare |                  |
| Huang Qiuyan  | Tresteg        | 14.66       | 6 Q       | 14.33            | 12               |                  |
| Zhang Hao     | Tresteg        | 13.30       | 32        | Gick inte vidare | Gick inte vidare |                  |
| Li Fengfeng   | Kulstötning    | 16.90       | 23        | Gick inte vidare | Gick inte vidare |                  |
| Li Meiju      | Kulstötning    | 18.16       | 11 q      | 18.37            | 9                |                  |
| Zhang Xiaoyu  | Kulstötning    | Kulstötning | 17.22     | 20               | Gick inte vidare | Gick inte vidare |
| Huang Qun     | Diskuskastning | 56.53       | 32        | Gick inte vidare | Gick inte vidare |                  |
| Li Yanfeng    | Diskuskastning | 61.35       | 12 q      | 61.05            | 9                |                  |
| Song Aimin    | Diskuskastning | 58.19       | 25        | Gick inte vidare | Gick inte vidare |                  |
| Gu Yuan       | Släggkastning  | 71.65       | 3 Q       | 69.76            | 10               |                  |
| Liu Yinghui   | Släggkastning  | 68.12       | 14        | Gick inte vidare | Gick inte vidare |                  |
| Zhang Wenxiu  | Släggkastning  | 71.56       | 5 Q       | 72.03            | 7                |                  |
| Ma Ning       | Spjutkastning  | 59.80       | 18        | Gick inte vidare | Gick inte vidare |                  |
| Xue Juan      | Spjutkastning  | 52.97       | 37        | Gick inte vidare | Gick inte vidare |                  |

Kombinerade grenar – Sjukamp
| Idrottare     | Gren     | 100H  | HJ   | SP    | 200 m | LJ | JT    | 800 m   | Final | Placering |
| ------------- | -------- | ----- | ---- | ----- | ----- | -- | ----- | ------- | ----- | --------- |
| Shen Shengfei | Resultat | 14.18 | 1.73 | 14.22 | 26.01 | NM | 46.95 | 2:29.50 | 4949  | 27        |
| Shen Shengfei | Poäng    | 953   | 891  | 809   | 796   | 0  | 801   | 699     | 4949  | 27        |

## Fäktning
Herrar
| Wang Lei                                           | Värja        | BYE                    | Boczkó (HUN) W 15–10    | Schmid (GER) W 15–11    | Strigel (GER) W 15–14 | Kolobkov (RUS) W 15–10 | Final Fischer (SUI) L 9–15 | 2                |                  |
| Xie Yongjun                                        | Värja        | BYE                    | Fernández (VEN) L 13–15 | Gick inte vidare        | Gick inte vidare      | Gick inte vidare       | Gick inte vidare           | Gick inte vidare |                  |
| Zhao Gang                                          | Värja        | BYE                    | Mahmoud (EGY) W 15–9    | Fernández (VEN) L 12–15 | Gick inte vidare      | Gick inte vidare       | Gick inte vidare           | Gick inte vidare |                  |
| Tuo Tong Wang Lei Xie Yongjun Zhao Gang            | Värja, lag   | i.u.                   | i.u.                    | i.u.                    | Tyskland L 32–39      | Gick inte vidare       | Gick inte vidare           | Gick inte vidare |                  |
| Dong Zhaozhi                                       | Florett      | BYE                    | Le Péchoux (FRA) L 9–15 | Gick inte vidare        | Gick inte vidare      | Gick inte vidare       | Gick inte vidare           | Gick inte vidare |                  |
| Wang Haibin                                        | Florett      | BYE                    | Kruse (GBR) L 11–15     | Gick inte vidare        | Gick inte vidare      | Gick inte vidare       | Gick inte vidare           | Gick inte vidare |                  |
| Wu Hanxiong                                        | Florett      | BYE                    | Bartolillo (AUS) W 15–8 | Tahoun (EGY) W 15–8     | Sanzo (ITA) L 10–15   | Gick inte vidare       | Gick inte vidare           | Gick inte vidare |                  |
| Dong Zhaozhi, Wang Haibin, Wu Hanxiong, Ye Chong   | Florett, lag | i.u.                   | i.u.                    | i.u.                    | Sydkorea W 45–36      | USA W 45–36            | Final Italien L 45–36      | 2                |                  |
| Chen Feng                                          | Sabel        | Reda (ALG) W 15–3      | Lapkes (BLR) L 9–15     | Gick inte vidare        | Gick inte vidare      | Gick inte vidare       | Gick inte vidare           | Gick inte vidare | Gick inte vidare |
| Huang Yaojiang                                     | Sabel        | Bernaoui (ALG) W 15–6  | Nemcsik (HUN) L 12–15   | Gick inte vidare        | Gick inte vidare      | Gick inte vidare       | Gick inte vidare           | Gick inte vidare | Gick inte vidare |
| Zhou Hanming                                       | Sabel        | Dourakos (GRE) W 15–10 | Couvaliu (ROU) L 10–15  | Gick inte vidare        | Gick inte vidare      | Gick inte vidare       | Gick inte vidare           | Gick inte vidare | Gick inte vidare |
| Chen Feng Huang Yaojiang Wang Jingzhi Zhou Hanming | Sabel, lag   | i.u.                   | i.u.                    | i.u.                    | Frankrike L 35–45     | Gick inte vidare       | Gick inte vidare           | Gick inte vidare |                  |

Damer
| Li Na                                    | Värja      | BYE  | Kavelaars (CAN) W 15–11   | Kim (KOR) L 9–14       | Gick inte vidare           | Gick inte vidare       | Gick inte vidare           | Gick inte vidare |
| Shen Weiwei                              | Värja      | BYE  | Kiraly-Picot (FRA) L 7–11 | Gick inte vidare       | Gick inte vidare           | Gick inte vidare       | Gick inte vidare           | Gick inte vidare |
| Zhang Li                                 | Värja      | BYE  | Kazimirchuk (UKR) W 10–9  | Brânză (ROU) W 15–13   | Nagy (HUN) L 8–7           | Gick inte vidare       | Gick inte vidare           | Gick inte vidare |
| Li Na Shen Weiwei Zhang Li Zhong Weiping | Värja, lag | i.u. | i.u.                      | i.u.                   | Frankrike L 33–45          | Gick inte vidare       | Gick inte vidare           | Gick inte vidare |
| Meng Jie                                 | Florett    | i.u. | Saïd-Guerni (ALG) W 15–12 | Badea (ROU) L 11–15    | Gick inte vidare           | Gick inte vidare       | Gick inte vidare           | Gick inte vidare |
| Tan Xue                                  | Sabel      | i.u. | BYE                       | Argiolas (FRA) W 15–11 | Netchaeva (RUS) W 15–7     | Jacobson (USA) W 15–12 | Final Zagunis (USA) L 9–15 | 2                |
| Zhang Ying                               | Sabel      | i.u. | Benitez (VEN) W 15–9      | Touya (FRA) W 15–12    | Georghitoaia (ROU) L 13–15 | Gick inte vidare       | Gick inte vidare           | Gick inte vidare |

## Gymnastik

### Artistisk
Herrar
Mångkamp, lag
| Idrottare   | Kval    | Kval    | Kval    | Kval    | Kval    | Kval    | Kval    | Kval      | Final            | Final            | Final            | Final            | Final            | Final            | Final            | Final            |
| Idrottare   | Redskap | Redskap | Redskap | Redskap | Redskap | Redskap | Totalt  | Placering | Redskap          | Redskap          | Redskap          | Redskap          | Redskap          | Redskap          | Totalt           | Placering        |
| Idrottare   | F       | PH      | R       | V       | PB      | HB      | Totalt  | Placering | F                | PH               | R                | V                | PB               | HB               | Totalt           | Placering        |
| ----------- | ------- | ------- | ------- | ------- | ------- | ------- | ------- | --------- | ---------------- | ---------------- | ---------------- | ---------------- | ---------------- | ---------------- | ---------------- | ---------------- |
| Huang Xu    | i.u.    | 9.737 Q | 9.712   | i.u.    | 9.675   | 9.637   | i.u.    | i.u.      | Gick inte vidare | Gick inte vidare | Gick inte vidare | Gick inte vidare | Gick inte vidare | Gick inte vidare | Gick inte vidare | Gick inte vidare |
| Li Xiaopeng | i.u.    | i.u.    | 9.112   | 9.800 Q | 9.787 Q | i.u.    | i.u.    | i.u.      | Gick inte vidare | Gick inte vidare | Gick inte vidare | Gick inte vidare | Gick inte vidare | Gick inte vidare | Gick inte vidare | Gick inte vidare |
| Teng Haibin | 9.350   | 9.800 Q | i.u.    | 9.487   | 6.775   | 9.687   | i.u.    | i.u.      | Gick inte vidare | Gick inte vidare | Gick inte vidare | Gick inte vidare | Gick inte vidare | Gick inte vidare | Gick inte vidare | Gick inte vidare |
| Xiao Qin    | 9.125   | 9.337   | i.u.    | 9.237   | 9.525   | 9.750 Q | i.u.    | i.u.      | Gick inte vidare | Gick inte vidare | Gick inte vidare | Gick inte vidare | Gick inte vidare | Gick inte vidare | Gick inte vidare | Gick inte vidare |
| Xing Aowei  | 9.637   | 9.650   | 8.925   | 9.600   | i.u.    | 9.687   | i.u.    | i.u.      | Gick inte vidare | Gick inte vidare | Gick inte vidare | Gick inte vidare | Gick inte vidare | Gick inte vidare | Gick inte vidare | Gick inte vidare |
| Yang Wei    | 9.412   | 9.525   | 9.712   | 9.550   | 9.625   | 9.550   | 57.374  | 7 Q       | 9.600            | 9.725            | 9.737            | 9.512            | 9.800            | 8.987            | 57.361           | 7                |
| Lagtotal    | 37.524  | 38.712  | 37.461  | 38.437  | 38.612  | 38.761  | 229.507 | 4 Q       | Se nedan         | Se nedan         | Se nedan         | Se nedan         | Se nedan         | Se nedan         | Se nedan         | Se nedan         |

Mångkamp, lag: final
| Idrottare   | Redskap | Redskap | Redskap | Redskap | Redskap | Redskap | Totalt  | Placering |
| Idrottare   | F       | PH      | R       | V       | PB      | HB      | Totalt  | Placering |
| ----------- | ------- | ------- | ------- | ------- | ------- | ------- | ------- | --------- |
| Huang Xu    | i.u.    | 9.675   | 9.712   | i.u.    | i.u.    | 9.687   | 171.257 | 5         |
| Li Xiaopeng | i.u.    | i.u.    | 9.662   | 9.700   | 9.812   | i.u.    | 171.257 | 5         |
| Teng Haibin | 8.662   | 9.762   | i.u.    | i.u.    | 8.737   | 9.125   | 171.257 | 5         |
| Xiao Qin    | i.u.    | 9.862   | i.u.    | i.u.    | i.u.    | i.u.    | 171.257 | 5         |
| Xing Aowei  | 9.087   | i.u.    | i.u.    | 9.400   | i.u.    | 9.725   | 171.257 | 5         |
| Yang Wei    | 9.562   | i.u.    | 9.637   | 9.725   | 9.725   | i.u.    | 171.257 | 5         |
| Totals      | 27.311  | 29.299  | 29.011  | 28.825  | 28.274  | 28.537  | 171.257 | 5         |

Individuella finaler
| Gymnast     | Redskap   | Poäng | Placering |
| ----------- | --------- | ----- | --------- |
| Huang Xu    | Bygelhäst | 9.775 | 4         |
| Teng Haibin | Bygelhäst | 9.837 | 1         |
| Li Xiaopeng | Hopp      | 9.368 | 7         |
| Li Xiaopeng | Barr      | 9.762 | 3         |
| Xiao Qin    | Räck      | 9.737 | 6         |

Damer
Mångkamp, lag
| Idrottare     | Kval    | Kval    | Kval    | Kval    | Kval    | Kval      | Final            | Final            | Final            | Final            | Final            | Final            |
| Idrottare     | Redskap | Redskap | Redskap | Redskap | Totalt  | Placering | Redskap          | Redskap          | Redskap          | Redskap          | Totalt           | Placering        |
| Idrottare     | V       | UB      | BB      | F       | Totalt  | Placering | V                | UB               | BB               | F                | Totalt           | Placering        |
| ------------- | ------- | ------- | ------- | ------- | ------- | --------- | ---------------- | ---------------- | ---------------- | ---------------- | ---------------- | ---------------- |
| Cheng Fei     | 9.375   | i.u.    | 8.925   | 9.650 Q | i.u.    | i.u.      | Gick inte vidare | Gick inte vidare | Gick inte vidare | Gick inte vidare | Gick inte vidare | Gick inte vidare |
| Fan Ye        | i.u.    | 9.600   | 9.437   | 8.975   | i.u.    | i.u.      | Gick inte vidare | Gick inte vidare | Gick inte vidare | Gick inte vidare | Gick inte vidare | Gick inte vidare |
| Li Ya         | 9.137   | 9.675 Q | 9.600 Q | i.u.    | i.u.    | i.u.      | Gick inte vidare | Gick inte vidare | Gick inte vidare | Gick inte vidare | Gick inte vidare | Gick inte vidare |
| Lin Li        | 8.937   | 9.700 Q | i.u.    | 8.600   | i.u.    | i.u.      | Gick inte vidare | Gick inte vidare | Gick inte vidare | Gick inte vidare | Gick inte vidare | Gick inte vidare |
| Wang Tiantian | 9.400 Q | 9.512   | 9.262   | 9.475   | 37.649  | 9 Q       | 9.375            | 9.537            | 8.725            | 9.162            | 36.799           | 13               |
| Zhang Nan     | 9.287   | 9.525   | 9.550 Q | 9.437   | 37.799  | 6 Q       | 9.325            | 9.462            | 9.662            | 9.600            | 38.049           | 3                |
| Lagtotal      | 37.199  | 38.500  | 37.849  | 37.537  | 151.085 | 3 Q       | Se nedan         | Se nedan         | Se nedan         | Se nedan         | Se nedan         | Se nedan         |

Mångkamp, lag: final
| Idrottare     | Redskap | Redskap | Redskap | Redskap | Totalt  | Placering |
| Idrottare     | V       | UB      | BB      | F       | Totalt  | Placering |
| ------------- | ------- | ------- | ------- | ------- | ------- | --------- |
| Cheng Fei     | 9.475   | i.u.    | i.u.    | 9.662   | 110.008 | 7         |
| Fan Ye        | i.u.    | 8.537   | 9.337   | i.u.    | 110.008 | 7         |
| Li Ya         | i.u.    | 9.450   | 8.300   | i.u.    | 110.008 | 7         |
| Lin Li        | i.u.    | 9.562   | i.u.    | i.u.    | 110.008 | 7         |
| Wang Tiantian | 9.362   | i.u.    | i.u.    | 8.637   | 110.008 | 7         |
| Zhang Nan     | 9.312   | i.u.    | 9.587   | 8.787   | 110.008 | 7         |
| Totals        | 28.149  | 27.549  | 27.224  | 27.086  | 110.008 | 7         |

Individuella finaler
| Gymnast       | Redskap    | Poäng | Placering |
| ------------- | ---------- | ----- | --------- |
| Wang Tiantian | Hopp       | 9.081 | 7         |
| Li Ya         | Barr       | 9.562 | 5         |
| Lin Li        | Barr       | 9.200 | 7         |
| Li Ya         | Bom        | 9.050 | 7         |
| Zhang Nan     | Bom        | 9.237 | 6         |
| Cheng Fei     | Fristående | 9.412 | 4         |

### Rytmisk
| Idrottare  | Gren         | Kval     | Kval   | Kval   | Kval   | Kval   | Kval      | Final            | Final            | Final            | Final            | Final            | Final            |
| Idrottare  | Gren         | Tunnband | Boll   | Käglor | Band   | Totalt | Placering | Tunnband         | Boll             | Käglor           | Band             | Totalt           | Placering        |
| ---------- | ------------ | -------- | ------ | ------ | ------ | ------ | --------- | ---------------- | ---------------- | ---------------- | ---------------- | ---------------- | ---------------- |
| Zhong Ling | Individuellt | 20.875   | 22.400 | 22.950 | 22.400 | 88.625 | 17        | Gick inte vidare | Gick inte vidare | Gick inte vidare | Gick inte vidare | Gick inte vidare | Gick inte vidare |

| Gymnaster                                                  | Gren   | Kval                | Kval    | Kval   | Kval      | Final               | Final   | Final  | Final     |
| Gymnaster                                                  | Gren   | Redskap             | Redskap | Totalt | Placering | Redskap             | Redskap | Totalt | Placering |
| Gymnaster                                                  | 5 band | 3 tunnband 2 bollar | 5 band  | Totalt | Placering | 3 tunnband 2 bollar |         | Totalt | Placering |
| ---------------------------------------------------------- | ------ | ------------------- | ------- | ------ | --------- | ------------------- | ------- | ------ | --------- |
| Dai Yongjun Hu Mei Li Jia Lu Yingna Lü Yuanyang Zhang Shuo | Trupp  | 22.300              | 23.800  | 46.100 | 5 Q       | 23.100              | 23.400  | 46.500 | 6         |

### Trampolin
| Huang Shanshan | Damer  | 26.40 | 39.00 | 65.40 | 4 Q | 39.00            | 3                |
| Mu Yong-Feng   | Herrar | 26.30 | 38.90 | 65.20 | 10  | Gick inte vidare | Gick inte vidare |

## Handboll
Damer
| Nr | Pos. | Namn          | Födelsedatum (ålder)      | Klubb                   |
| -- | ---- | ------------- | ------------------------- | ----------------------- |
| 1  | MV   | Fan Jie       | 25 oktober 1976 (27 år)   | Beijing Handball Club   |
| 2  | MB   | Zhai Chao     | 14 december 1971 (32 år)  | Viborg HK               |
| 3  | P    | Liu Yun       | 6 mars 1982 (22 år)       | Anhui Handball Club     |
| 5  | MB   | Li Beng       | 21 januari 1980 (24 år)   | Beijing Army            |
| 6  | VB   | Zhang Zhiqing | 14 oktober 1981 (22 år)   | Guangdong Handball Club |
| 8  | VY   | Zhang Li      | 4 oktober 1976 (27 år)    | Beijing Handball Club   |
| 9  | HB   | Wang Min      | 14 juni 1980 (24 år)      | Shanghai Handball Club  |
| 10 | VB   | Wang Shasha   | 1 augusti 1987 (17 år)    | Shangdong Handball Club |
| 11 | P    | Chen Ji       | 5 december 1976 (27 år)   | Shanghai Handball Club  |
| 13 | VY   | Wu Yanan      | 14 september 1981 (22 år) | Beijing Army            |
| 14 | HB   | Liu Xiaomei   | 2 maj 1985 (19 år)        | Anhui Handball Club     |
| 15 | HY   | Sun Laimiao   | 8 april 1981 (23 år)      | Anhui Handball Club     |
| 16 | MV   | Yu Geli       | 28 april 1976 (28 år)     | Beijing Army            |
| 17 | HY   | Lei Sufen     | 5 juni 1979 (25 år)       | Guangdong Handball Club |
| 19 | VB   | Li Weiwei     | 7 juli 1982 (22 år)       | Beijing Army            |

Gruppspel
| Lag       | Pld | W | L | D | GF  | GA  | Poäng |
| --------- | --- | - | - | - | --- | --- | ----- |
| Ukraina   | 4   | 4 | 0 | 0 | 99  | 82  | 8     |
| Ungern    | 4   | 3 | 1 | 0 | 118 | 93  | 6     |
| Kina      | 4   | 2 | 2 | 0 | 106 | 90  | 4     |
| Brasilien | 4   | 1 | 3 | 0 | 97  | 105 | 2     |
| Grekland  | 4   | 0 | 4 | 0 | 74  | 124 | 0     |

Slutspel
|  | Kvartsfinaler | Kvartsfinaler | Kvartsfinaler |          |          | Semifinaler | Semifinaler | Semifinaler |            |            | Final      | Final          | Final  |
|  |               |               |               |          |          |             |             |             |            |            |            |                |        |
|  | A1            | Ukraina       | 25            |          |          |             |             |             |            |            |            |                |        |
|  | B4            | Spanien       | 23            |          |          |             |             |             |            |            |            |                |        |
|  | B4            | Spanien       | 23            |          | A1       | Ukraina     | 20          |             |            |            |            |                |        |
|  |               |               |               |          | A1       | Ukraina     | 20          |             |            |            |            |                |        |
|  |               | B2            | Danmark       | 29       |          |             |             |             |            |            |            |                |        |
|  | B2            | B2            | Danmark       | 29       | Danmark  | 32          |             |             |            |            |            |                |        |
|  | B2            |               |               |          | Danmark  | 32          |             |             |            |            |            |                |        |
|  | A3            | Kina          | 28            |          |          |             |             |             |            |            |            |                |        |
|  |               |               |               |          |          |             |             |             |            |            | 1          | Danmark (Pen.) | 34 (4) |
|  |               |               | 2             | Sydkorea | 34 (2)   |             |             |             |            |            |            |                |        |
|  | A2            | Ungern        | 23            |          |          |             |             |             |            |            |            |                |        |
|  | B3            | Frankrike     | 25            |          |          |             |             |             |            |            |            |                |        |
|  | B3            | Frankrike     | 25            |          | B3       | Frankrike   | 31          |             | Bronsmatch | Bronsmatch | Bronsmatch | Bronsmatch     |        |
|  |               |               |               |          | B3       | Frankrike   | 31          |             | Bronsmatch | Bronsmatch | Bronsmatch | Bronsmatch     |        |
|  |               | B1            | Sydkorea      | 32       |          |             |             |             |            |            |            |                |        |
|  | B1            | B1            | Sydkorea      | 32       | Sydkorea | 26          |             | 3           | Ukraina    | 21         |            |                |        |
|  | B1            |               |               |          | Sydkorea | 26          |             | 3           | Ukraina    | 21         |            |                |        |
|  | A4            | Brasilien     | 24            |          |          |             |             |             |            |            | 4          | Frankrike      | 18     |

## Judo
Herrar
| Idrottare   | Gren               | Sextondelsfinal             | Åttondelsfinal          | Kvartsfinal          | Semifinal            | Återkval             | Final                | Final            |
| Idrottare   | Gren               | Motståndare Resultat        | Motståndare Resultat    | Motståndare Resultat | Motståndare Resultat | Motståndare Resultat | Motståndare Resultat | Placering        |
| ----------- | ------------------ | --------------------------- | ----------------------- | -------------------- | -------------------- | -------------------- | -------------------- | ---------------- |
| Xie Jianhua | Lättvikt (-73 kg)  | Fernandes (FRA) L 0102–0210 | Gick inte vidare        | Gick inte vidare     | Gick inte vidare     | Gick inte vidare     | Gick inte vidare     | Gick inte vidare |
| Pan Song    | Tungvikt (+100 kg) | Eitel (POL) W 1001–0000     | Rybak (BLR) L 0000–0210 | Gick inte vidare     | Gick inte vidare     | Gick inte vidare     | Gick inte vidare     | Gick inte vidare |

Damer
| Idrottare    | Gren                     | Sextondelsfinal           | Åttondelsfinal              | Kvartsfinal                | Semifinal                   | Återkval                                                                          | Final                                   | Final            |
| Idrottare    | Gren                     | Motståndare Resultat      | Motståndare Resultat        | Motståndare Resultat       | Motståndare Resultat        | Motståndare Resultat                                                              | Motståndare Resultat                    | Placering        |
| ------------ | ------------------------ | ------------------------- | --------------------------- | -------------------------- | --------------------------- | --------------------------------------------------------------------------------- | --------------------------------------- | ---------------- |
| Gao Feng     | Extra lättvikt (-48 kg)  | Polzin (BRA) W 1110–0000  | Marci (ITA) W 1011–0000     | Jossinet (FRA) L 0011–0102 | Gick inte vidare            | Omgång 2 Moskvina (BLR) W 0200–0000 Omgång 3 Ye (KOR) W 0002–0001                 | Bronsmatch Dumitru (ROU) W 1010–0110    | 3                |
| Xian Dongmei | Halv lättvikt (-52 kg)   | BYE                       | Souakri (ALG) W 0001–0000   | Imbriani (GER) W 0221–0010 | Euranie (FRA) W 1001–0010   | i.u.                                                                              | Final Yokosawa (JPN) W 1000–0000        | 1                |
| Liu Yuxiang  | Lättvikt (-57 kg)        | Latrous (ALG) W 1100–0011 | Zangrando (BRA) L 0011–1000 | Gick inte vidare           | Gick inte vidare            | Gick inte vidare                                                                  | Gick inte vidare                        | Gick inte vidare |
| Li Shufang   | Halv mellanvikt (-63 kg) | BYE                       | Chisholm (CAN) L 0000–0010  | Gick inte vidare           | Gick inte vidare            | Gick inte vidare                                                                  | Gick inte vidare                        | Gick inte vidare |
| Qin Dongya   | Mellanvikt (-70 kg)      | Dane (ALG) W 0110–0010    | Böhm (GER) L 1011–0001      | Gick inte vidare           | Gick inte vidare            | Omgång 1 BYE Omgång 2 Roberge (CAN) W 1001–0000 Omgång 3 Blanco (ESP) W 1002–0000 | Bronsmatch Arlove (AUS) W 0202–0000     | 3                |
| Liu Xia      | Halv tungvikt (-78 kg)   | Zwiers (NED) W 1000–0111  | Moskalyuk (RUS) W 0120–0000 | Laborde (CUB) W 1001–0000  | Matrosova (UKR) W 0001–0000 | i.u.                                                                              | Final Anno (JPN) L 1010–0001            | 2                |
| Sun Fuming   | Tungvikt (+78 kg)        | BYE                       | Yahyaoui (TUN) W 1010–0000  | Chalá (ECU) W 1000–0000    | Beltrán (CUB) L 0000–1000   | i.u.                                                                              | Bronsmatch Prokofyeva (UKR) W 1000–0000 | 3                |

## Kanotsport
Slalom
| Chen Fubin Tian Qin | Herrarnas C-2 slalom | 248,66 | 11 | Gick inte vidare | Gick inte vidare | Gick inte vidare | Gick inte vidare | Gick inte vidare |
| Li Jingjing         | Damernas K-1 slalom  | 259,92 | 18 | Gick inte vidare | Gick inte vidare | Gick inte vidare | Gick inte vidare | Gick inte vidare |

Sprint
| Kanotist                               | Gren                 | Heat     | Heat      | Semifinal        | Semifinal        | Final            | Final            |
| Kanotist                               | Gren                 | Tid      | Placering | Tid              | Placering        | Tid              | Placering        |
| -------------------------------------- | -------------------- | -------- | --------- | ---------------- | ---------------- | ---------------- | ---------------- |
| Wang Bing                              | Herrarnas C-1 500 m  | 1:51,920 | 4 QS      | 1:51,649         | 3 QF             | 1:49,903         | 9                |
| Jing Ying                              | Herrarnas C-1 1000 m | 4:05,874 | 6 QS      | 4:00,684         | 6                | Gick inte vidare | Gick inte vidare |
| Meng Guanliang Yang Wenjun             | Herrarnas C-2 500 m  | 1:38,916 | 1 QF      | BYE              | BYE              | 1:40,278         | 1                |
| Meng Guanliang Yang Wenjun             | Herrarnas C-2 1000 m | 3:31,795 | 5 QS      | 3:32,792         | 3 QF             | 3:52,926         | 9                |
| Liu Haitao                             | Herrarnas K-1 500 m  | 1:43,337 | 7 QS      | 1:46,179         | 8                | Gick inte vidare | Gick inte vidare |
| Liu Haitao                             | Herrarnas K-1 1000 m | 3:38,522 | 8         | Gick inte vidare | Gick inte vidare | Gick inte vidare | Gick inte vidare |
| Wang Lei, Yin Yijun                    | Herrarnas K-2 500 m  | 1:37,061 | 6 QS      | 1:38,554         | 8                | Gick inte vidare | Gick inte vidare |
| Wang Lei, Yin Yijun                    | Herrarnas K-2 1000 m | 3:21,279 | 7 QS      | DSQ              | x                | Gick inte vidare | Gick inte vidare |
| Li Ting                                | Damernas K-1 500 m   | 1:55.474 | 4 QS      | 1:53.598         | 2 QF             | 1:54.473         | 9                |
| Xu Linbei, Zhong Hongyan               | Damernas K-2 500 m   | 1:40.943 | 2 QF      | BYE              | BYE              | 1:40.913         | 4                |
| Gao Yi He Jing Xu Linbei Zhong Hongyan | Damernas K-4 500 m   | 1:34.206 | 3 QF      | BYE              | BYE              | 1:38.144         | 7                |

## Konstsim
| Idrottare                                                                           | Gren                | Teknisk rutin | Teknisk rutin | Fri rutin (inledande) | Fri rutin (inledande)  | Fri rutin (inledande) | Fri rutin (final) | Fri rutin (final)      | Fri rutin (final) |
| Idrottare                                                                           | Gren                | Poäng         | Placering     | Poäng                 | Totalt (teknisk + fri) | Placering             | Placering         | Totalt (teknisk + fri) | Placering         |
| ----------------------------------------------------------------------------------- | ------------------- | ------------- | ------------- | --------------------- | ---------------------- | --------------------- | ----------------- | ---------------------- | ----------------- |
| Gu Beibei Zhang Xiaohuan                                                            | Damernas duett      | 46.584        | 46.750        | 93.334                | 8 Q                    | 47.084                | 93.668            | 7                      |                   |
| Chen Yu, Gu Beibei, He Xiaochu, Hou Yingli, Hu Ni, Li Zhen, Wang Na, Zhang Xiaohuan | Damernas lagtävling | 47.084        | i.u.          | i.u.                  | 6                      | 47.500                | 94.584            | 6                      |                   |

## Landhockey
Damer
Coach: Kim Chang-Back

1. Nie Yali (GK)
2. Chen Zhaoxia (c)
3. Ma Yibo
4. Cheng Hui
5. Mai Shaoyan
6. Huang Junxia
7. Fu Baorong
8. Li Shuang
9. Gao Lihua
10. Tang Chunling
11. Zhou Wanfeng
12. Hou Xiaolan
13. Zhang Yimeng (GK)
14. Qiu Yingling
15. Chen Qiuqi
16. Chen Qunqing

Gruppspel
| Lag         | Pld | W | D | L | GF | GA | GD | Pts |
| ----------- | --- | - | - | - | -- | -- | -- | --- |
| Kina        | 4   | 4 | 0 | 0 | 11 | 2  | +9 | 12  |
| Argentina   | 4   | 3 | 0 | 1 | 12 | 4  | +8 | 9   |
| Japan       | 4   | 2 | 0 | 2 | 5  | 7  | −2 | 6   |
| Nya Zeeland | 4   | 1 | 0 | 3 | 3  | 9  | −6 | 3   |
| Spanien     | 4   | 0 | 0 | 4 | 3  | 12 | −9 | 0   |

Slutspel
|  | Semifinaler          | Semifinaler     |   |                 | Final           | Final |  |
|  |                      |                 |   |                 |                 |       |  |
|  | 24 augusti 2004      |                 |   |                 |                 |       |  |
|  | Nederländerna (p.s.) | 2 (4)           |   |                 |                 |       |  |
|  | Argentina            | 2 (2)           |   |                 |                 |       |  |
|  |                      |                 |   |                 |                 |       |  |
|  |                      |                 |   |                 | 26 augusti 2004 |       |  |
|  |                      |                 |   |                 | Nederländerna   | 1     |  |
|  |                      | Tyskland        | 2 |                 |                 |       |  |
|  |                      |                 |   |                 |                 |       |  |
|  |                      |                 |   |                 |                 |       |  |
|  |                      |                 |   |                 | Bronsmatch      |       |  |
|  | 24 augusti 2004      | 24 augusti 2004 |   | 26 augusti 2004 | 26 augusti 2004 |       |  |
|  | Kina                 | 0 (3)           |   | Argentina       | 1               |       |  |
|  | Tyskland (p.s.)      | 0 (4)           |   |                 | Kina            | 0     |  |

## Modern femkamp
| Idrottare         | Gren             | Skytte   | Skytte | Fäktning | Fäktning | Simning  | Simning | Ridning | Ridning | Löpning  | Löpning | Totalpoäng | Placering |
| Idrottare         | Gren             | Resultat | Poäng  | Resultat | Poäng    | Resultat | Poäng   | Straff  | Poäng   | Resultat | Poäng   | Totalpoäng | Placering |
| ----------------- | ---------------- | -------- | ------ | -------- | -------- | -------- | ------- | ------- | ------- | -------- | ------- | ---------- | --------- |
| Dong Lean         | Damernas tävling | 189      | 1204   | 13-18    | 748      | 2:21,67  | 1220    | 300     | 900     | 11:58,05 | 848     | 4920       | 24        |
| Liang Caixia      | Damernas tävling | 158      | 832    | 12-19    | 720      | 2:20,93  | 1232    | 240     | 960     | 11:43,01 | 908     | 4652       | 29        |
| Herrarnas tävling | Qian Zhenhua     | 185      | 1156   | 12-19    | 720      | 2:08,52  | 1260    | 56      | 1144    | 11:08,25 | 892     | 5172       | 16        |

## Rodd
Herrar
| Idrottare           | Gren                    | Heat    | Heat      | Återkval | Återkval  | Semifinal | Semifinal | Final   | Final     | Final |
| Idrottare           | Gren                    | Tid     | Placering | Tid      | Placering | Tid       | Placering | Tid     | Placering |       |
| ------------------- | ----------------------- | ------- | --------- | -------- | --------- | --------- | --------- | ------- | --------- | ----- |
| Hui Su              | Singelsculler           | 7:23,19 | 4 R       | 6:57,77  | 2 SA/B/C  | 7:10,33   | 6 FC      | 6:57,42 | 15        |       |
| Yang Jian Zhu Zhifu | Lättvikts-dubbelsculler | 6:22,64 | 4 R       | 6:31,87  | 4 SC/D    | 6:25,97   | 3 FC      | 6:58,88 | 17        |       |

Damer
| Idrottare                                                                                 | Gren                    | Heat    | Heat      | Återkval | Återkval  | Semifinal | Semifinal | Final   | Final     | Final |
| Idrottare                                                                                 | Gren                    | Tid     | Placering | Tid      | Placering | Tid       | Placering | Tid     | Placering |       |
| ----------------------------------------------------------------------------------------- | ----------------------- | ------- | --------- | -------- | --------- | --------- | --------- | ------- | --------- | ----- |
| Mu Suli                                                                                   | Singelsculler           | 7:58,92 | 3 R       | 7:48,09  | 3 SC/D    | 7:48,54   | 2 FC      | 7:39,64 | 13        |       |
| Cong Huanling Feng Xueling                                                                | Tvåa utan styrman       | 7:53,30 | 4 R       | 7:15,52  | 3 FB      | i.u.      | i.u.      | 7:10,54 | 7         |       |
| Li Qian Xu Dongxiang                                                                      | Lättvikts-dubbelsculler | 6:54,66 | 2 R       | 6:54,48  | 1 SA/B    | 6:55,66   | 3 FA      | 7:02,05 | 5         |       |
| Cheng Ran Gao Yanhua Jin Ziwei Luo Xiuhua Wu You Yan Xiaoxia Yang Cuiping Yu Fei Zheng Na | Åtta med styrman        | 6:06,20 | 2 R       | 6:09,87  | 4 FA      | i.u.      | i.u.      | 6:21,71 | 4         |       |

## Segling
Herrar
| Seglare      | Gren    | Lopp | Lopp | Lopp | Lopp | Lopp | Lopp | Lopp | Lopp | Lopp | Lopp | Lopp | Summerad poäng | Finalplacering |
| Seglare      | Gren    | 1    | 2    | 3    | 4    | 5    | 6    | 7    | 8    | 9    | 10   | M*   | Summerad poäng | Finalplacering |
| ------------ | ------- | ---- | ---- | ---- | ---- | ---- | ---- | ---- | ---- | ---- | ---- | ---- | -------------- | -------------- |
| Zhou Yuanguo | Mistral | 19   | 9    | 21   | 3    | 8    | 1    | 11   | 4    | 12   | 14   | 3    | 84             | 7              |

M = Medaljlopp; EL = Eliminerad – gick inte vidare till medaljloppet;
Damer
| Seglare       | Gren        | Lopp | Lopp | Lopp | Lopp | Lopp | Lopp | Lopp | Lopp | Lopp | Lopp | Lopp | Summerad poäng | Finalplacering |
| Seglare       | Gren        | 1    | 2    | 3    | 4    | 5    | 6    | 7    | 8    | 9    | 10   | M*   | Summerad poäng | Finalplacering |
| ------------- | ----------- | ---- | ---- | ---- | ---- | ---- | ---- | ---- | ---- | ---- | ---- | ---- | -------------- | -------------- |
| Yin Jian      | Mistral     | 11   | 6    | 2    | 6    | 4    | 1    | 1    | 1    | 2    | 9    | 1    | 33             | 2              |
| Shen Xiaoying | Europajolle | 11   | 20   | 3    | 2    | 12   | 7    | 20   | OCS  | 6    | 2    | 5    | 88             | 7              |

M = Medaljlopp; EL = Eliminerad – gick inte vidare till medaljloppet;
Öppen
| Seglare   | Gren  | Lopp | Lopp | Lopp | Lopp | Lopp | Lopp | Lopp | Lopp | Lopp | Lopp | Lopp | Summerad poäng | Finalplacering |
| Seglare   | Gren  | 1    | 2    | 3    | 4    | 5    | 6    | 7    | 8    | 9    | 10   | M*   | Summerad poäng | Finalplacering |
| --------- | ----- | ---- | ---- | ---- | ---- | ---- | ---- | ---- | ---- | ---- | ---- | ---- | -------------- | -------------- |
| Chi Qiang | Laser | 29   | 28   | 4    | 37   | 22   | 29   | 36   | 17   | 28   | 23   | 35   | 251            | 31             |

M = Medaljlopp; EL = Eliminerad – gick inte vidare till medaljloppet;

## Simhopp
Men
| Idrottare               | Gren             | Kval   | Kval      | Semifinal | Semifinal | Final  | Final     |
| Idrottare               | Gren             | Poäng  | Placering | Poäng     | Placering | Poäng  | Placering |
| ----------------------- | ---------------- | ------ | --------- | --------- | --------- | ------ | --------- |
| Peng Bo                 | 3 m              | 495,45 | 2 Q       | 751,62    | 2 Q       | 787,38 | 1         |
| Wang Feng               | 3 m              | 444,96 | 7 Q       | 685,38    | 7 Q       | 750,72 | 4         |
| Hu Jia                  | 10 m             | 463,44 | 6 Q       | 670,74    | 4 Q       | 748,08 | 1         |
| Tian Liang              | 10 m             | 481,47 | 3 Q       | 690,51    | 3 Q       | 729,66 | 3         |
| Peng Bo Wang Kenan      | 3 m parhoppning  | i.u.   | i.u.      | i.u.      | i.u.      | 283,89 | 8         |
| Tian Liang Yang Jinghui | 10 m parhoppning | i.u.   | i.u.      | i.u.      | i.u.      | 383,88 | 1         |

Damer
| Idrottare              | Gren             | Kval   | Kval      | Semifinal | Semifinal | Final  | Final     |
| Idrottare              | Gren             | Poäng  | Placering | Poäng     | Placering | Poäng  | Placering |
| ---------------------- | ---------------- | ------ | --------- | --------- | --------- | ------ | --------- |
| Guo Jingjing           | 3 m              | 319,71 | 3 Q       | 562,77    | 2 Q       | 633,15 | 1         |
| Wu Minxia              | 3 m              | 306,96 | 6 Q       | 547,35    | 5 Q       | 612,00 | 2         |
| Lao Lishi              | 10 m             | 348,93 | 4 Q       | 551,97    | 2 Q       | 576,30 | 2         |
| Li Ting                | 10 m             | 339,69 | 7 Q       | 538,02    | 6 Q       | 546,48 | 6         |
| Guo Jingjing Wu Minxia | 3 m parhoppning  | i.u.   | i.u.      | i.u.      | i.u.      | 336,90 | 1         |
| Lao Lishi Li Ting      | 10 m parhoppning | i.u.   | i.u.      | i.u.      | i.u.      | 352,14 | 1         |

## Softboll
| Lag              | Spelade | Vinster | Förloster | RF | RA | Pct   |
| ---------------- | ------- | ------- | --------- | -- | -- | ----- |
| USA              | 7       | 7       | 0         | 41 | 0  | 1,000 |
| Australien       | 7       | 6       | 1         | 22 | 14 | 0,857 |
| Japan            | 7       | 4       | 3         | 17 | 8  | 0,571 |
| Kina             | 7       | 3       | 4         | 15 | 20 | 0,429 |
| Kanada           | 7       | 3       | 4         | 6  | 14 | 0,429 |
| Kinesiska Taipei | 7       | 2       | 5         | 3  | 13 | 0,286 |
| Grekland         | 7       | 2       | 5         | 6  | 24 | 0,286 |
| Italien          | 7       | 1       | 6         | 8  | 24 | 0,143 |

## Taekwondo
| Idrottare  | Gren            | Åttondelsfinaler       | Kvartsfinaler        | Semifinaer            | Återkval             | Bronsmatch           | Final                  | Final     |
| Idrottare  | Gren            | Motståndare Resultat   | Motståndare Resultat | Motståndare Resultat  | Motståndare Resultat | Motståndare Resultat | Motståndare Resultat   | Placering |
| ---------- | --------------- | ---------------------- | -------------------- | --------------------- | -------------------- | -------------------- | ---------------------- | --------- |
| Luo Wei    | Damernas −67 kg | Hwang K-S (KOR) W 10–8 | Solheim (NOR) W RSC  | Díaz (PUR) W 5–3      | Bye                  | Bye                  | Mystakidou (GRE) W 7–6 | 1         |
| Chen Zhong | Damernas +67 kg | Okamoto (JPN) W 7–5    | Carmona (VEN) W 7–5  | Falavigna (BRA) W 8–5 | Bye                  | Bye                  | Baverel (FRA) W 12–5   | 1         |

## Tennis
| Spelare              | Gren      | Omgång 1                       | Omgång 2                               | Åttondelsfinaler                       | Kvartsfinaler                             | Semifinaler                             | Final / BM                                | Final / BM       |
| Spelare              | Gren      | Motståndare Poäng              | Motståndare Poäng                      | Motståndare Poäng                      | Motståndare Poäng                         | Motståndare Poäng                       | Motståndare Poäng                         | Placering        |
| -------------------- | --------- | ------------------------------ | -------------------------------------- | -------------------------------------- | ----------------------------------------- | --------------------------------------- | ----------------------------------------- | ---------------- |
| Zheng Jie            | Damsingel | Sugiyama (JPN) L 6–4, 3–6, 6–8 | Gick inte vidare                       | Gick inte vidare                       | Gick inte vidare                          | Gick inte vidare                        | Gick inte vidare                          | Gick inte vidare |
| Li Ting Sun Tiantian | Damdubbel | i.u.                           | Rubin / Williams (USA) W 7–5, 1–6, 6–3 | Elia / Schiavone (ITA) W 6–1, 7–6(7–1) | Molik / Stubbs (AUS) W 6–3, 6–2           | Suárez / Tarabini (ARG) W 6–2, 2–6, 9–7 | Martínez / Ruano Pascual (ESP) W 6–3, 6–3 | 1                |
| Yan Zi Zheng Jie     | Damdubbel | i.u.                           | Matevžič / Pisnik (SLO) W 6–2, 6–1     | Casanova / Schnyder (SUI) W 6–3, 6–3   | Martínez / Ruano Pascual (ESP) L 1–6, 1–6 | Gick inte vidare                        | Gick inte vidare                          | Gick inte vidare |

## Triathlon
| Triathlet   | Gren               | Simning (1,5 km) | Trans 1 | Cykling (40 km) | Trans 2 | Löpning (10 km) | Total tid  | Placering |
| ----------- | ------------------ | ---------------- | ------- | --------------- | ------- | --------------- | ---------- | --------- |
| Wang Hongni | Damernas triathlon | 20:39            | 0:18    | 1:16:08         | 0:21    | 41:41           | 2:18:40,07 | 40        |
| Xing Lin    | Damernas triathlon | 19:49            | 0:20    | Varvad          | Varvad  | Varvad          | Varvad     | Varvad    |